# Euderces waltli
Euderces waltli là một loài bọ cánh cứng trong họ Cerambycidae.